# Delap-Uliga-Djarrit
Delap-Uliga-Djarrit, w skrócie DUD (język marszalski: Teļap-Wūlika-Jarōj) – obszar miejski w Majuro, stolicy i największego miasta Wysp Marshalla. W 1999 roku liczył 15 846 mieszkańców (z kolei, cały atol Majuro 23 676 mieszkańców). DUD składa się z trzech dystryktów: Delap, Uliga, Djarrit (wysepki połączone ze sobą przez refulację). DUD jest położony na wschodnim krańcu atolu Majuro. Budynki rządu Wysp Marshalla znajdują się w DUD.